# 사투 매켈래눔멜라
사투 실리아 패이비키 매켈래눔멜라(핀란드어: Satu Silja Päivikki Mäkelä-Nummela, 1970년 10월 26일~)는 핀란드의 사격 선수이다. 2008년 하계 올림픽 여자 트랩 종목에서 금메달을 획득했다. 또한 1995년과 2009년 세계 산탄총 선수권 대회의 여자 트랩 부문에서 동메달을 획득했고, 2017년 대회에서는 단체전 은메달을 획득했다. 

## 경력
1970년 오리마틸라에서 태어났다. 1988년에 오리마틸라 지역 사격단(핀란드어: Orimattilan Seudun Urheiluampujat, OSU)에 입단하면서 사격 선수 경력을 시작했다.
1993년 핀란드 국가대표로 발탁되었고 1995년 6월 키프로스 니코시아에서 열린 1995년 세계 산탄총 선수권 대회에 참가하여 미국의 프랜시스 스트롯먼과 디나 줄린의 뒤를 이어 동메달을 획득했다.
1999년에 출산으로 인해 선수 경력을 중단했다가 2002년에 복귀했으며 2006년 6월 독일 줄에서 열린 월드컵에서 여자 트랩 금메달을 획득했다. 2008년에는 베이징에서 열린 2008년 하계 올림픽에 참가하여 금메달을 획득했다.

## 기록

### 올림픽
| 연도 | 대회일   | 장소        | 종목 | 결과     | 메달 |
| ---- | -------- | ----------- | ---- | -------- | ---- |
| 2008 | 8월 11일 | 중국 베이징 | 트랩 | 1위 (91) |      |
| 2012 | 8월 4일  | 영국 런던   | 트랩 | 7위 (70) |      |

### 세계 선수권 대회
세계 산탄총 선수권 대회
- 1995년: 동메달(트랩)
- 2009년: 동메달(트랩)
- 2017년: 은메달(트랩 단체)